# Ptilodexia ponderosa
Ptilodexia ponderosa là một loài ruồi trong họ Tachinidae.